# Dyson Racing
Dyson Racing es un equipo estadounidense de automovilismo con base en Poughkeepsie, New York en los Estados Unidos.

## Trayectoria
Se fundó gracias a Rob Dyson en 1974. Ha competido en IMSA GTO y GTP, SCCA Trans-Am, Grand-Am y CART. Rob se retiró de las operaciones y dejó el control a su hijo Chris Dyson. Durante el año 2009 el equipo compitió en la LMP2, de la American Le Mans Series con un Lola Mazda B08/80, con Chris Dyson, Butch Leitzinger, Guy Smith y Marino Franchitti como pilotos.
El 2011 actualizaron sus Lola entrando como LMP1. El auto nº16 fue manejado por Guy Smith y Chris Dyson, que ganaron el campeonato en LMP1 en Laguna Seca, Monterrey. El 2012 el equipo se inscribió para competir en las 24 Horas de Le Mans, con dos Lola B12/60 y entrando en la categoría LMP1, pero se retiraron por motivos financieros. 